# Gud är din Fader, tro honom blott
Gud är din Fader, tro honom blott, dikt av Natanael Beskow 1894, först utgiven i Vintersol (illustrerad kalender 1895).
Tonsatt av Axel Södersten 1909.

## Pubicerad i
- Sionstoner 1935 som nr 404 under rubriken Nådens ordning:Trosliv och helgelse.
- Frälsningsarméns sångbok 1968 som nr 377 under rubriken Erfarenhet och vittnesbörd.
- Psalmer och Sånger 1987 som nr 622 under rubriken "Att leva av tro - Förtröstan - trygghet".[1]